# Cosmewax
Cosmewax es una empresa española dedicada a la fabricación de productos cosméticos.
Entre sus clientes se encuentran las cadenas de supermercados Auchan, Dia, E Leclerc, Lidl, Mercadona, Sainsbury's y Tesco, y las cosméticas Avon, Yves Rocher, Oriflame y Rossmann, entre otros. Exporta el 95% de su producción al extranjero, siendo el 57% de su facturación procedente de Europa, el 36% de América y el 7% de Asia y Oceanía.
Sus oficinas centrales y su división de depilación se encuentran en Jerez de la Frontera, concretamente en el Polígono Industrial El Portal, mientras que su división de cuidado de la piel se encuentra en Masalfasar, en el área metropolitana de Valencia.

## Historia
En 1960, se funda en Madrid una empresa especializada en productos depilatorios, con la marca Marie Yvonne. Constituyéndose en 1985 formalmente la empresa Marie Yvonne como sociedad anónima.En 1999, la empresa vendió la marca Marie Yvonne, para comenzar a vender a terceros sus productos. Ese mismo año cambia su sede social a Jerez de la Frontera.
En 2016, la empresa se hace con un nuevo centro de producción en Masalfasar, que pertenecía a la recién liquidada Corporación Dermoestética. Allí se establece su división de cuidado de la piel.